# Lorenzo Musetti
Lorenzo Musetti (Carrara, 3 de março de 2002) é um tenista italiano. Musetti treina no Spezia TC e Tirrenia.
É o tenista número 2 da Itália, atrás apenas de Jannik Sinner, o número 1 do mundo.

## Carreira
Ele atingiu seu ranking juvenil mais alto da ITF como número 1 do mundo em 10 de junho de 2019. Em 26 de janeiro de 2019, Musetti derrotou Emilio Nava para conquistar o título de simples juvenil do Australian Open de 2019.
Em sua era profissional ATP, seu maior ranking na modalidade simples foi o de número 9, atingido no dia 5 de maio de 2025.
Atualmente, Mussetti possui dois títulos de ATP, que foram conquistados em 2022, sendo eles: ATP 250 de Nápoles e ATP 500 de Hamburgo.

## Vida pessoal
Durante a crise de COVID, o Diretor do Corriere della Sera Aldo Cazzullo critico a escolha de Musetti (e outros jovens tenistas como Matteo Berrettini e Jannik Sinner) por mudarem de residência para Mônaco por benefícios financeiros.
Em 2021, ele de uma entrevista para a revista Vanity Teen, depois de dar seus primeiros passos no circuito ATP.
Em março de 2024, o tenista anunciou que havia se tornado pai de um menino, chamado de Ludovico, fruto de sua relação com Veronica Confalonieri, sua atual parceira.

## Finais ATP Challengers e ITF Futures

### Simples: 5 (3 títulos, 2 vices)
| Legenda                     |
| ATP Challengers (1–2)       |
| ITF World Tennis Tour (2–0) |

| Títulos por Piso |
| ---------------- |
| Duro (0–1)       |
| Saibro (3–1)     |
| Grama (0–0)      |
| Carpete (0–0)    |

| Resultado | V–D | Data     | Torneio              | Categoria         | Superfície | Oponente            | Placar             |
| --------- | --- | -------- | -------------------- | ----------------- | ---------- | ------------------- | ------------------ |
| Vitória   | 1–0 | Out 2019 | Antalya M15, Turquia | World Tennis Tour | Saibro     | Fabian Marozsan     | 7–5, 6–2           |
| Vitória   | 2–0 | Out 2019 | Antalya M15, Turquia | World Tennis Tour | Saibro     | Ronald Slobodchikov | 6–4, 6–1           |
| Vitória   | 3–0 | Set 2020 | Forlì, Itália        | Challenger        | Saibro     | Thiago Monteiro     | 7–6(7–2), 7–6(7–5) |
| Derrota   | 3–1 | Jan 2021 | Antalya, Turquia     | Challenger        | Saibro     | Jaume Munar         | 7–6(9–7), 2–6, 2–6 |
| Derrota   | 3–2 | Fev 2021 | Biella, Itália       | Challenger        | Duro (i)   | Soon-woo Kwon       | 2–6, 3–6           |

## Finais de Grand Slam Juvenil

### Simples: 2 (1 título, 1 vice)
| Resultado | Ano  | Torneio         | Superfície | Oponente            | Placar               |
| --------- | ---- | --------------- | ---------- | ------------------- | -------------------- |
| Derrota   | 2018 | US Open         | Duro       | Thiago Seyboth Wild | 1–6, 6–2, 2–6        |
| Vitória   | 2019 | Australian Open | Duro       | Emilio Nava         | 4–6, 6–2, 7–6(14–12) |

## Recorde contra outros jogadores

### Recorde contra jogadores top 10
Recorde de Musetti contra aqueles que já figuraram no top 10 do ranking da ATP, com os que estão em negrito já rankeados como No. 1.
- Diego Schwartzman 1–0
- Grigor Dimitrov 1–0
- Kei Nishikori 1–0
- Stan Wawrinka 1–0
- Ernests Gulbis 1–0
- Marin Čilić 0–1
- Andrey Rublev 0–1
- Stefanos Tsitsipas 0–1

* Desde 19 de abril de  2021.

## Vitórias sobre jogadores top 10
- Ele possui um recorde 1–2 (33,3%)

```
contra jogadores que estavam, no momento da partida, rankeados no top 10.
```

| Temporada | 2019 | 2020 | 2021 | Total |
| --------- | ---- | ---- | ---- | ----- |
| Vitórias  | 0    | 0    | 1    | 1     |

| #    | Jogador           | Rank  | Evento                         | Superfície | Rd | Placar        | LM Rank |
| ---- | ----------------- | ----- | ------------------------------ | ---------- | -- | ------------- | ------- |
| 2021 |                   |       |                                |            |    |               |         |
| 1.   | Diego Schwartzman | No. 9 | Mexican Open, Acapulco, México | Duro       | 1R | 6–3, 2–6, 6–4 | 120     |